# 木野村尚子
木野村 尚子（きのむら なおこ、1968年10月18日 - ）は、山陰放送 (BSS) のアナウンサー。島根県大原郡木次町（現・雲南市）出身。筑波大学卒業。
主に自社製作ラジオ番組のパーソナリティを担当。一時期出演が途絶えていたが、2016年にラジオの現場に復帰したことを同局公式サイト内に設けられているアナウンサー日記で公表した。

## 担当番組

### ラジオ番組
- ラジオでキャッチ - 月曜・火曜・水曜担当（1993年4月5日 - 1997年3月26日）
- ときめき朝ちゃん - 水曜・木曜・金曜担当（1997年4月2日 - 1998年3月27日）、木曜・金曜担当（1998年4月2日 - 2000年3月31日）
- ご近所わいど今日もハレルヤ! - 水曜・木曜担当（2001年4月4日 - 2002年3月28日）
- ミュージック ア・ラ・モーダ（2001年10月 - 2003年3月）
- 自由ほんぽーおしゃべり本舗 - 金曜担当（2002年4月5日 - 2003年3月28日）、月曜担当（2005年4月4日 - 2006年3月27日）
- 新鮮生放送どど〜んと土曜日新・鮮・組（2002年4月 - 2005年3月）
- 中四国ライブネット（中国・四国地方のラテ兼営8局ブロックネット番組） - 「山陰発 自由ほんぽーおしゃべり本舗まつり これが山陰だ！」リポーター（2005年11月5日）、「山陰発 温泉三昧!!クイズ三昧!!〜女子アナも人肌 脱ぎました〜」リポーター（2006年3月4日）
- えむ・ビーンズ おんがく豆（2006年4月16日 - 2009年4月5日）
- 歌のない歌謡曲（企画ネット番組）（2016年8月 - 2023年9月）
- ビタミン! Saturday
- あさスタ♪ - 金曜担当（2021年4月 - ）
- カニジルラジオ - 進行役
- 音楽の風車 - 不定期出演
- Mポイント546 - 不定期出演
- BSSニュース - 不定期出演

### テレビ番組
- テレポート山陰 - アナウンサーとして出演（1992年4月 - 1993年3月、2000年4月 - 2001年3月）、フィールドキャスター（2009年3月30日 - 降板時期不詳）
- BSSニュース - 不定期出演